# Функція цінності
Функція цінності оптимізаційної задачі дає значення, отримане виконанням цільової функції, але тільки в залежності від параметрів задачі. У керованій динамічній системі функція цінності представляє оптимальний винагороду системи на інтервалі [t, t1] при старті в момент часу t стану x(t)=x. Якщо цільова функція представляє деяку вартість, яку потрібно мінімізувати, функцію цінності можна інтерпретувати як собівартість завершення оптимальної програми, і тому її називають «функцією собівартості». В економічному контексті, де цільова функція зазвичай представляє корисність, функція цінності концептуально еквівалентна функції непрямої корисності.
У задачі оптимального керування функція цінності визначається як супремум цільової функції, взятий на множині допустимих дій. При {\displaystyle (t_{0},x_{0})\in [0,t_{1}]\times \mathbb {R} ^{d}}, типова задача оптимального керування полягає в
{\displaystyle {\text{maximize}}\quad J(t_{0},x_{0};u)=\int _{t_{0}}^{t_{1}}I(t,x(t),u(t))\,\mathrm {d} t+\phi (x(t_{1}))}
за умови, що
{\displaystyle {\frac {\mathrm {d} x(t)}{\mathrm {d} t}}=f(t,x(t),u(t))}

з початковим станом {\displaystyle x(t_{0})=x_{0}}. Цільова функція {\displaystyle J(t_{0},x_{0};u)} має бути максимізовано за всіма допустимими діями {\displaystyle u\in U[t_{0},t_{1}]}, де {\displaystyle u} є функцією вимірною за мірою Лебега, яка відображає інтервал {\displaystyle [t_{0},t_{1}]} у визначену підмножину {\displaystyle \mathbb {R} ^{m}}. Тоді функція цінності має вигляд
{\displaystyle V(t,x(t))=\max _{u\in U}\int _{t}^{t_{1}}I(\tau ,x(\tau ),u(\tau ))\,\mathrm {d} \tau +\phi (x(t_{1}))}
з {\displaystyle V(t_{1},x(t_{1}))=\phi (x(t_{1}))}, де {\displaystyle \phi (x(t_{1}))} — це «втрати». Якщо {\displaystyle (x^{\ast },u^{\ast })} — це оптимальна пара векторів дій та станів, то {\displaystyle V(t_{0},x_{0})=J(t_{0},x_{0};u^{\ast })}. Функція {\displaystyle h}, яка повертає оптимальний вектор дій {\displaystyle u^{\ast }} для стану {\displaystyle x} називається функцією стратегії.
Принцип оптимальності Беллмана стверджує, що будь-яка оптимальна стратегія в часі {\displaystyle t}, {\displaystyle t_{0}\leqslant t\leqslant t_{1}} приймаючи поточний стан {\displaystyle x(t)} за «новий» початковий стан буде оптимальною і для решти задачі. Якщо функція цінності є безперервно диференційованою, то вона зводиться до диференціального рівняння в частинних похідних, відомого як рівняння Гамільтона–Якобі–Беллмана,
{\displaystyle -{\frac {\partial V(t,x)}{\partial t}}=\max _{u}\left\{I(t,x,u)+{\frac {\partial V(t,x)}{\partial x}}f(t,x,u)\right\}}
де максимум у правій частині також можна переписати як Гамільтоніан,
{\displaystyle H\left(t,x,u,\lambda \right)=I(t,x,u)+\lambda (t)f(t,x,u)}, як
{\displaystyle -{\frac {\partial V(t,x)}{\partial t}}=\max _{u}H(t,x,u,\lambda )}
з {\displaystyle \partial V(t,x)/\partial x=\lambda (t)} відіграють роль спряжених змінних. Враховуючи це, маємо {\displaystyle \mathrm {d} \lambda (t)/\mathrm {d} t=\partial ^{2}V(t,x)/\partial x\partial t+\partial ^{2}V(t,x)/\partial x^{2}\cdot f(x)}, і після диференціювання обох сторін рівняння Гамільтона–Якобі–Беллмана відносно {\displaystyle x} рівняння має вигляд
{\displaystyle -{\frac {\partial ^{2}V(t,x)}{\partial t\partial x}}={\frac {\partial I}{\partial x}}+{\frac {\partial ^{2}V(t,x)}{\partial x^{2}}}f(x)+{\frac {\partial V(t,x)}{\partial x}}{\frac {\partial f(x)}{\partial x}}}
яке після заміни відповідних членів відновлює спряжене рівняння
{\displaystyle -{\dot {\lambda }}(t)=\underbrace {{\frac {\partial I}{\partial x}}+\lambda (t){\frac {\partial f(x)}{\partial x}}} _{={\frac {\partial H}{\partial x}}}}
де {\displaystyle {\dot {\lambda }}(t)} це нотація Ньютона для похідної за часом.
Функція цінності є унікальним в'язкісним рішенням рівняння Гамільтона–Якобі–Беллмана. У замкненій онлайн системі з наближено-оптимальним управлінням функція цінності також є функцією Ляпунова, яка встановлює глобальну асимптотичну стійкість замкнутої системи.

## Подальше читання
- Caputo, Michael R. (2005). Necessary and Sufficient Conditions for Isoperimetric Problems. Foundations of Dynamic Economic Analysis : Optimal Control Theory and Applications. New York: Cambridge University Press. с. 174–210. ISBN 0-521-60368-4.
- Clarke, Frank H.; Loewen, Philip D. (1986). The Value Function in Optimal Control: Sensitivity, Controllability, and Time-Optimality. SIAM Journal on Control and Optimization. 24 (2): 243—263. doi:10.1137/0324014.
- LaFrance, Jeffrey T.; Barney, L. Dwayne (1991). The Envelope Theorem in Dynamic Optimization (PDF). Journal of Economic Dynamics and Control. 15 (2): 355—385. doi:10.1016/0165-1889(91)90018-V.
- Stengel, Robert F. (1994). Conditions for Optimality. Optimal Control and Estimation. New York: Dover. с. 201—222. ISBN 0-486-68200-5.